# Chapelle Saint-Jean-Baptiste de Flacé
La chapelle Saint-Jean-Baptiste est une chapelle romane, sous le vocable de saint Jean-Baptiste, située dans le bourg de Flacé, sur la commune de Souligné-Flacé, dans le département de la Sarthe.

## Historique
L'édifice est classé au titre des monuments historiques le 26 juin 1946.
Sa construction est datée du XIe siècle. Ancienne église paroissiale de Flacé du diocèse du Mans, elle dépendait du doyenné de Vallon. Elle est aujourd'hui gérée par l'association Les amis de la chapelle de Flacé depuis 1970.

## Description
La chapelle est orientée. Elle est constituée d'une nef unique de quatorze mètres sur sept prolongée d'un chevet plus étroit et assez profond se terminant en hémicycle, l'abside est voûtée en cul-de-four. Le mur de la façade occidentale avec son clocher-mur et ses ouvertures datent principalement du  XVIe siècle.
L'intérieur de la nef est orné de peintures murales du XVe siècle avec des représentations de saint Jean l'Évangéliste et saint Nicolas, saint Martin partageant son manteau, saint Michel terrassant le dragon, saint François recevant les stigmates, sainte Barbe, saint Pierre.

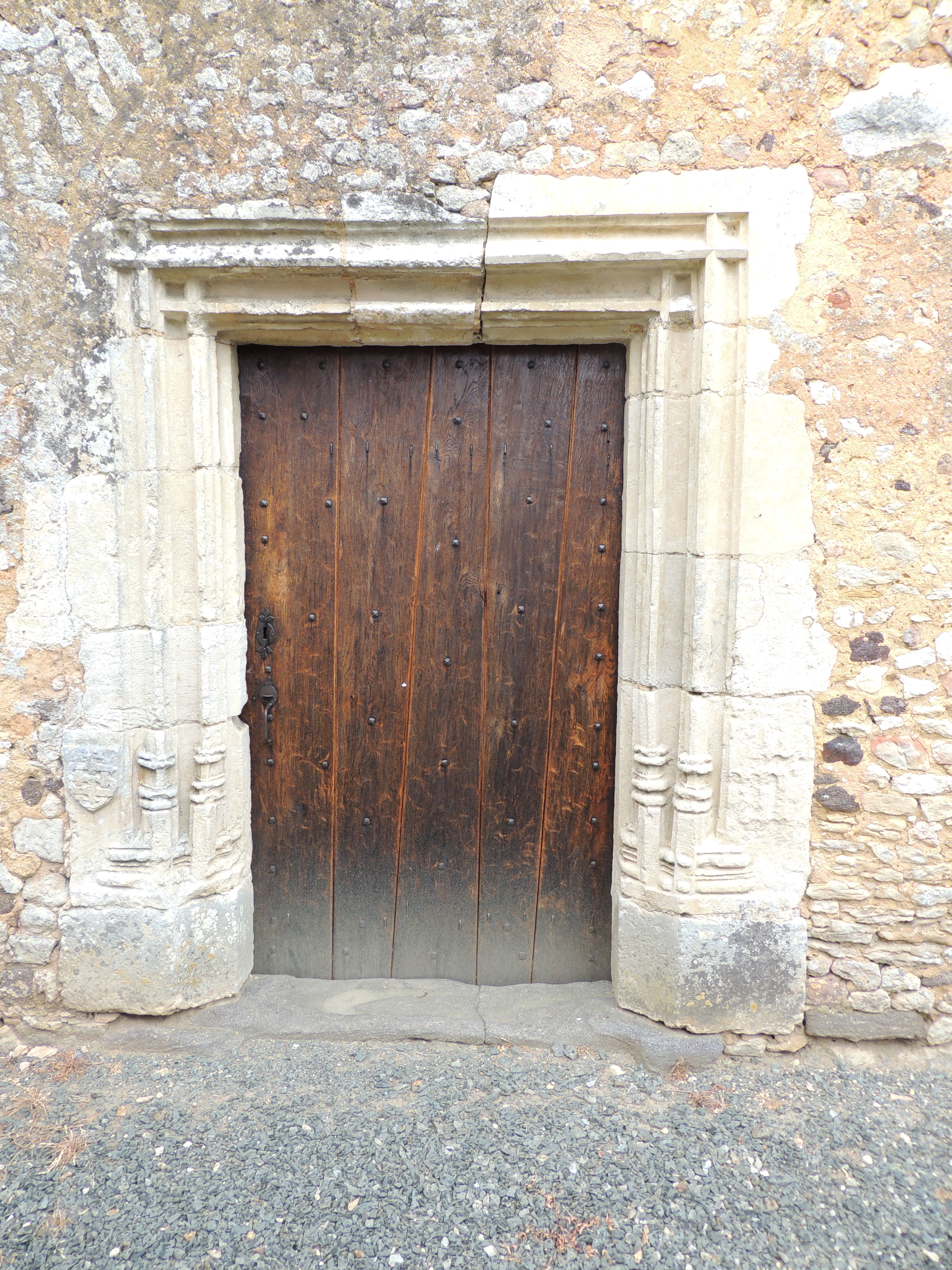
Le portail.
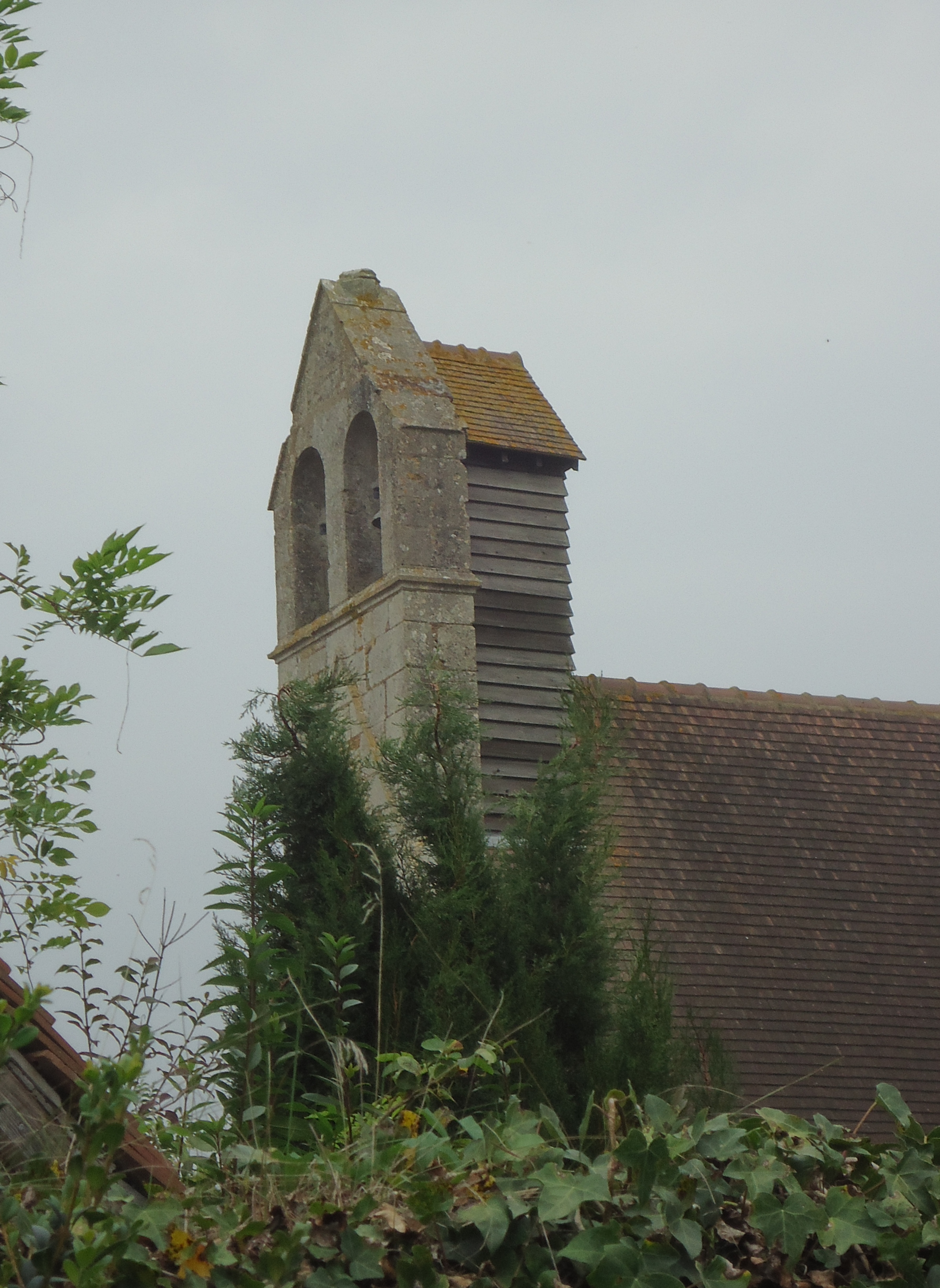
Le clocher-mur.
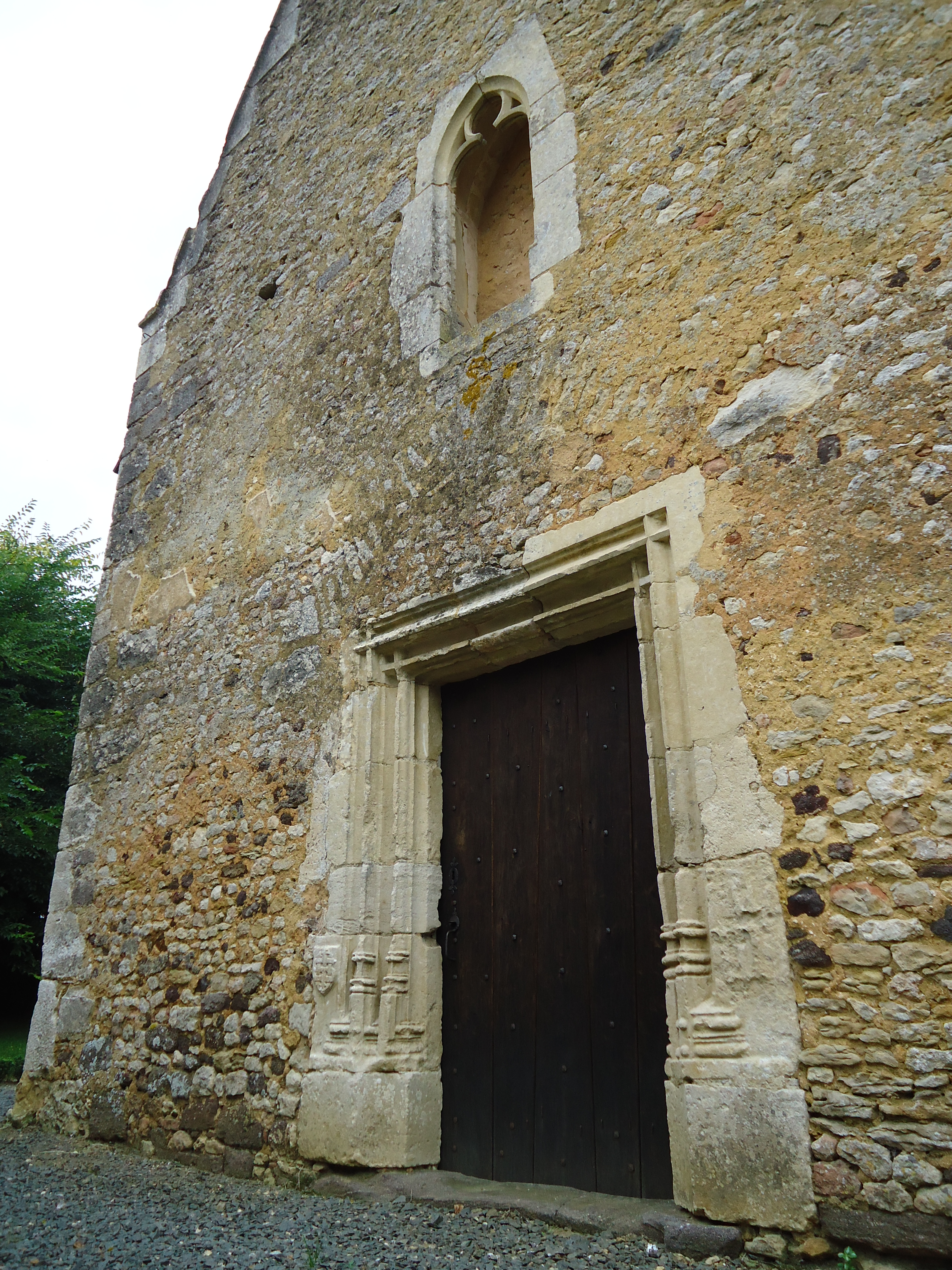
Le pignon ouest.
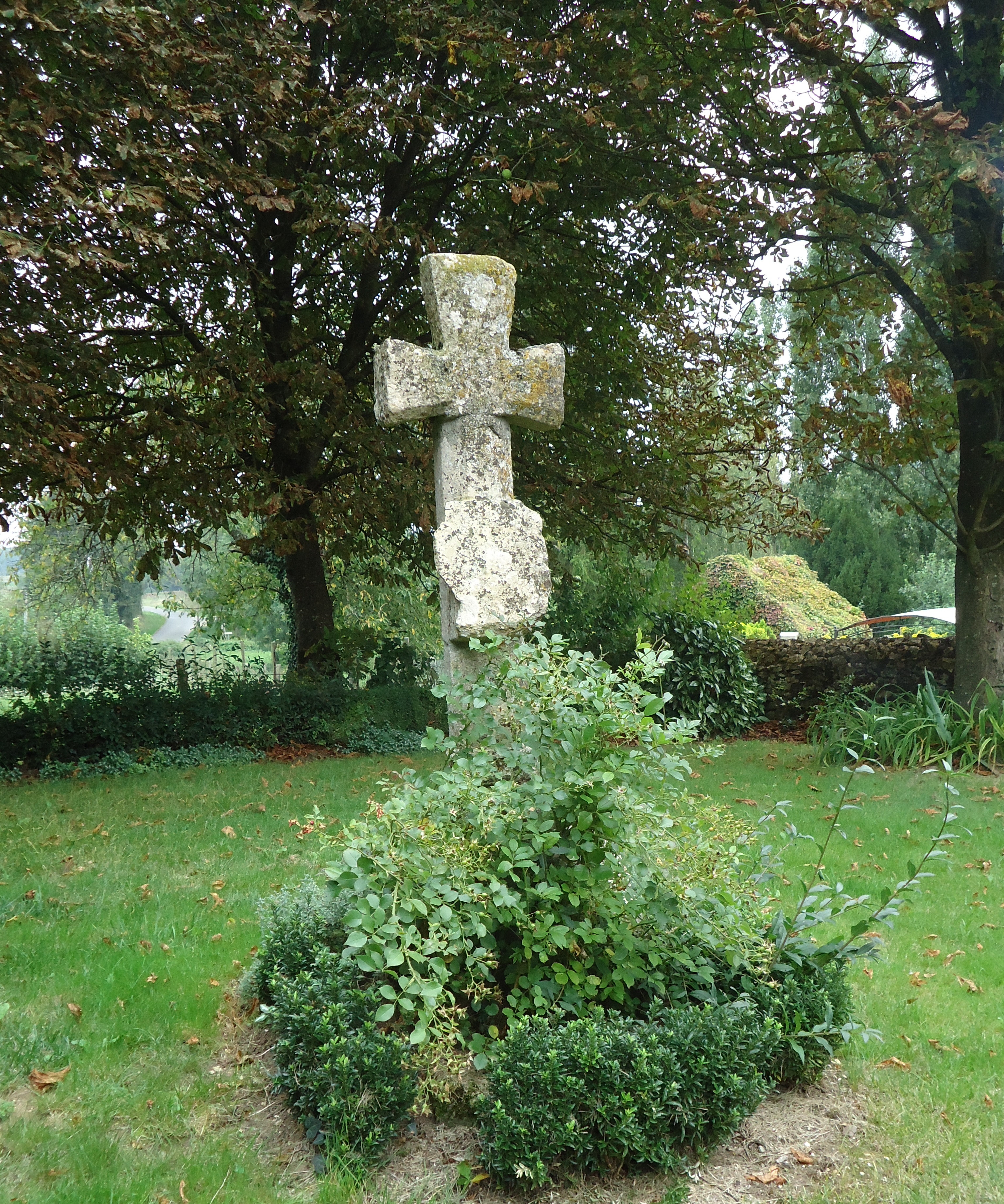
Le calvaire de l'ancien cimetière.
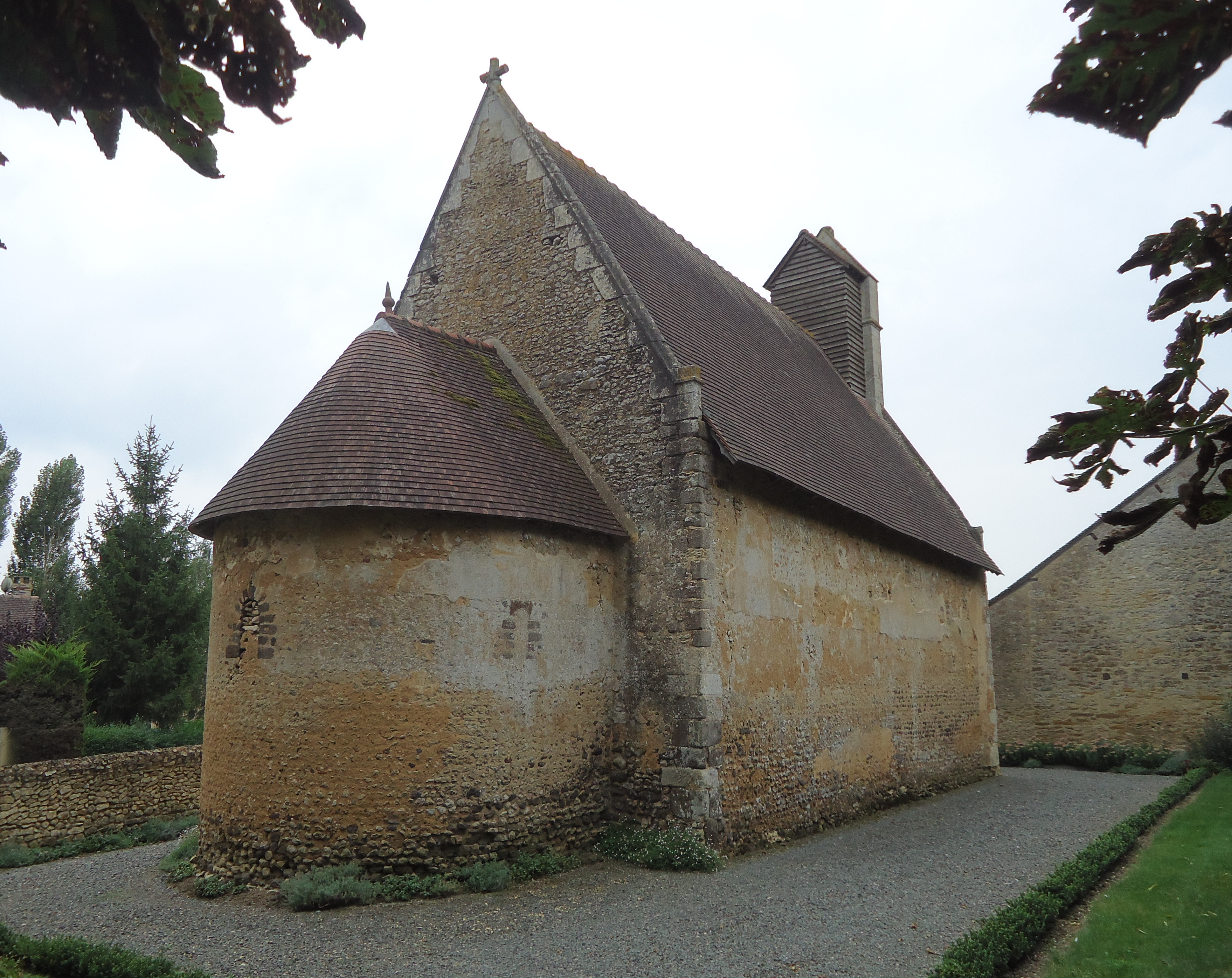
La vue nord-est.